# Torstein Knarresmed
Torstein Knarresmed (nórdico antiguo: Þorsteinn knarrarsmiðr, apodado constructor de naves) (981-1030), fue un caudillo vikingo de Rovde, Sunnmøre, Noruega, constructor de barcos y declarado enemigo del rey Olaf II de Noruega porque, según las sagas el monarca le había robado un barco. Su granja estaba en la bahía de Knardal, que también es un nombre común de muchos de los residentes en la zona. Los historiadores y arqueólogos coinciden que hubo un astillero para la construcción de las naves conocidas como knarr.
Según Heimskringla del escaldo islandés Snorri Sturluson, Torstein fue junto con Thorir Hund y Kalv Arnesson, los que hirieron mortalmente al rey Olaf II en la batalla de Stiklestad. Torstein en particular hirió primero al rey con un hacha, justo encima de la rodilla izquierda. Finn Arnesson, aliado del rey, mató inmediatamente a Torstein aunque otras versiones citan que recibió un flechazo a traición por la espalda.